# Shirakiopsis sanchezii
Shirakiopsis sanchezii là một loài thực vật có hoa trong họ Đại kích. Loài này được (Merr.) Esser miêu tả khoa học đầu tiên năm 1999.